# 山田晃士
山田 晃士（やまだ こうし）は、日本のシンガーソングライター。別名KOSHI。
ロックバンド「AROUGE」の元ボーカリストで、ソロ歌手としての活動のほか、アコーディオン奏者の佐藤芳明とのデュオ「ガレージシャンソンショー」や「KOSHI au Bourbier（泥沼楽団）」などバンドマンとしての顔も持つ。

## 人物
キャッチコピーは「ポップでキッチュなガレージシャンソン歌手」。"ガレージシャンソン"とは、本人曰く「シャンソンが持っているブルジョワジー的要素を排除し、その毒性・変態性の部分を強く押しだし、たとえダメ人間であろうとも、その思いの丈を包み隠さず赤裸裸に舞台上でさらけ出す有様」。幼少期に古き良き時代の歌謡曲に親しみ、テレビで目にした越路吹雪によってシャンソンの洗礼を受けた。その後、ロックに関心を広げていった。

## 略歴
16歳から音楽活動を開始し、横浜を中心にライヴを続ける。NHKの音楽番組「レッツゴーヤング」の番組専属バックダンサー、サンデーズのメンバーとなる。
1984年、ロックバンド「AROUGE」のボーカルとしてメジャー・デビュー。1985年脱退。
1994年2月16日、SPEEDSTAR RECORDSよりシングル「ひまわり」で山田晃士名義でソロとしてデビュー。同曲は日本テレビ系ドラマ『横浜心中』の主題歌に使用されオリコン最高9位を記録、約20万枚を売上。同年5月にはアルバム『舞踏会』をリリース。方向性の違いからメジャー契約を解消してパリヘ渡り、そこでシャンソンを消化した新たな歌のコンセプトを見出す。帰国後、1997年にバンド「KOSHI au Bourbier（コウシ オー ブービエール）」を結成（2001年に「山田晃士 au Bourbier」へと改名）。その後、「みんなが読めない」という理由で「山田晃士と泥沼楽団」へと名称を変更する。2007年7月の単独公演を最後に活動休止。
2001年、「KOSHI au Bourbier」のアコーディオン担当だった佐藤芳明と「ガレージシャンソンショー」を結成。2006年7月の単独公演を最後に一旦活動休止するが、2013年より活動を再開。
2007年8月、実験的に始めた「山田晃士セッション」を経て、バンド「山田晃士と流浪の朝謡」で活動開始。
以後、ソロ演奏のほか、独り舞台、「山田晃士＆流浪の朝謡」、「ガレージシャンソンショー」、柿島伸次・kaoruらとのセッション「サンバカトリオ」、元泥沼楽団の塚本晃とのセッションデュオなど、幅広く活動中。

## 所属グループ
- AROUGE
- KOSHI au Bourbier（山田晃士 au Bourbier、山田晃士と泥沼楽団）
- ガレージシャンソンショー
- 山田晃士と流浪の朝謡

## ディスコグラフィー

### アルバム
| 名義                     | 発売日                      | タイトル                           | 規格 | 規格品番                | レーベル                           | 備考             |
| ------------------------ | --------------------------- | ---------------------------------- | ---- | ----------------------- | ---------------------------------- | ---------------- |
| 山田晃士                 | 1994年5月21日               | 『舞踏会』                         | CD   | VICL-521                | SPEEDSTAR RECORDS                  |                  |
| KOSHI 山田晃士           | 1997年4月21日 2013年3月13日 | 『Monologue Theater』              | CD   | BNCA-10 CSR-1302 (再発) | Bad News Records Cafe Soul Records |                  |
| KOSHI au Bourbier        | 1999年4月30日               | 『世紀末キャバレー〜opéra noir〜』 | CD   | LSD-005                 | L.S.D                              |                  |
| KOSHI au Bourbier        | 2001年10月13日              | 『欲望輪舞曲 (ロンド)』            | CD   | SBCD-00107              | SONG BIRD                          |                  |
| ガレージシャンソンショー | 2003年09月26日              | 『ガレージシャンソンショー』       | CD   | KICS-1034               | SEVEN SEAS                         |                  |
| 山田晃士と泥沼楽団       | 2003年12月19日              | 『びらん』                         | CD   | SBCD-311                | SONG BIRD                          |                  |
| 山田晃士と泥沼楽団       | 2004年10月12日              | 『実況見分』                       | CD   | LSD-013                 | L.S.D                              | ライブアルバム。 |
| ガレージシャンソンショー | 2005年05月25日              | 『狂歌全集』                       | CD   | KICS-1179               | SEVEN SEAS                         |                  |
| 山田晃士                 | 2010年4月28日               | 『Theatre solo』                   | CD   | DMXC-0001               | SOUP                               |                  |
| 山田晃士&流浪の朝謡      | 2011年8月5日                | 『デラシネ・スウィング』           | CD   | SBCD-1101               | SONG BIRD                          |                  |
| 山田晃士                 | 2014年7月30日               | 『しつこい男』                     | CD   | SBCD-1401               | SONG BIRD                          |                  |
| 山田晃士&流浪の朝謡      | 2015年5月13日               | 『デラシネ・カバレット』           | CD   | CSR-1503                | CAFE SOUL RECORDS                  |                  |
| ガレージシャンソンショー | 2016年11月16日              | 『13〜treize〜』                   | CD   | SBCD-1601               | SONG BIRD                          |                  |